# سرو آفریقایی کوهی
سرو آفریقایی کوهی (نام علمی: Widdringtonia nodiflora) نام یک گونه از سرده سروهای آفریقایی است.